# Островіте (гміна Сухий Домб)
Островіте (пол. Ostrowite) — село в Польщі, у гміні Сухий Домб Ґданського повіту Поморського воєводства.
Населення — 99 осіб (2011).
У 1975-1998 роках село належало до Гданського воєводства.

## Демографія
Демографічна структура станом на 31 березня 2011 року:
|          | Загалом | Допрацездатний вік | Працездатний вік | Постпрацездатний вік |
| -------- | ------- | ------------------ | ---------------- | -------------------- |
| Чоловіки | 53      | 5                  | 43               | 5                    |
| Жінки    | 46      | 7                  | 28               | 11                   |
| Разом    | 99      | 12                 | 71               | 16                   |